# Ekibastuz Fýtbol Klýby
L'Ekibastuz Fýtbol Klýbı (in kazako Екібастұз футбол клубы?, traslitterazione anglosassone FK Ekibastuz), è una società calcistica kazaka con sede nella città di Ekibastuz. Milita nella Birinşi Lïga, la seconda divisione del campionato kazako.
Fondato nel 2003, disputa le partite interne nello Stadio Şaxter di Ekibastuz, impianto da 6 000 posti.

## Storia
Fondata nel 2003 col nome di Énergetïk Pavlodar, la squadra aveva inizialmente sede nell'omonima città. Nel 2005, con la vittoria del campionato di seconda divisione, la squadra approda per la prima volta in massima serie, retrocedendo dopo una stagione.
Nel 2009, la società cambia denominazione in Énergetïk-2 e si sposta nella città di Ekibastuz. L'anno successivo, diventa Ekibastuz.

## Palmarès

### Competizioni nazionali
- Campionato kazako di seconda divisione: 2

2005, 2007